# Las Quatre Barras
El Centre Recreatiu Catalanista Las Quatre Barras fou un centre recreatiu catalanista de Tarragona nascut l'1 de gener de 1899 que tingué una vida d'uns cinc anys. Comptà amb al voltant de 250 socis, disposava de biblioteca i publicà una revista anomenada Patria.

## Història
A finals del segle xix, Tarragona tenia uns 25.000 habitants (23.423 l'any 1900) i es trobava en decadència econòmica a causa del descens d'exportacions i de l'activitat comercial de la ciutat, encara que gaudia d'una rica vida cultural amb prop de vint centres socials. La presència de la reivindicació nacionalista era minsa i expressada esporàdicament per algunes persones així com per part de l'església catòlica, la qual lluitava per poder predicar en català; els corrents catalanistes provinents de Barcelona arribaren a Tarragona a principis del segle xx. Las Quatre Barres nasqué el 1899: fou la segona entitat d'esplai catalanista de la ciutat, després del Centre Català (1893). El 18 d'agost de 1900 aparegué Patria, la revista portaveu del centre recreatiu catalanista Las Quatre Barras, considerada pionera de la premsa catalana a Tarragona.

## Fundació
Las Quatre Barras fou fundat per un grup de joves d'entre 18 i 24 anys l'1 de gener de 1899 en pro de la cultura catalana. El seu primer president fou Antoni Quintana i Rufas. El centre s'organitzà internament en seccions, les quals es cuidaven de les activitats lúdiques i culturals que es duien a terme.

## Ubicació
El primer local de Las Quatre Barras estava situat al carrer de Vilamitjana número 9, i fou arrendat per 15 pessetes. Fou inaugurat el 19 de març de 1899. Un nou local, situat al carrer de les Escrivanies Velles número 6, fou llogat a partir del 15 de juliol del mateix any per 30 pessetes. El centre disposava d'una biblioteca nodrida per les aportacions dels socis.